# Альфонсо IV (король Арагону)
Альфонсо IV Лагідний (1299 — 24 січня 1336) — король Арагону, Сардинії та Корсики у 1327–1336 роках. 

## Біографія

### Молоді роки
Походив з Барселонської династії. Був сином Хайме II, короля Арагону, та Бланки Анжуйської. Виховувався здебільшого у Барселоні. У 1319 році, після того як його брат Хайме став ченцем, Альфонса призначили спадкоємцем трону. Незабаром він отримав посаду генерального прокурора королівства. У 1323—1324 роках очолював арагонську армію, що підкорила Сардинію. В подальшому разом з батьком здійснював зовнішню політику.

### Король
У 1327 році після смерті Хайме II став королем Альфонсом IV. Був налаштований на розширення своїх володінь, здобуття гегемонії у Середземномор'ї. Приєднав герцогства Афінське та Неопатрію на Балканському півострові.
У 1329 році почав війну проти Генуезької республіки, яка підтримала повстале сардинське місто Сассарі. Ця війна тривала до 1336 року й завершилася перемогою Арагону. Проте король вимушений був підпорядкувати місто особисто собі й надати йому численні привілеї.
У 1331—1333 роках точилася війна з Гранадським еміратом та його союзниками, північноафриканськими емірами. Тут Альфонсо IV не здобув жодного успіху.
У 1333 році значний економічний збиток завдала велика посуха та втрата врожаю.
Помер Альфонсо IV у Барселоні 24 січня 1336 року.

## Сім'я
Перша дружина — Тереза (1301—1327), донька Гумбальда, графа Уржель
Діти:
- Альфонс (1315—1317)
- Констанція (1318—1346), дружина Якова III, короля Майорки
- Педро (1319—1387), король Арагону з 1336 до 1387 року
- Яків (1320—1347), граф Уржель
- Федеріго (1325—д/н)
- Єлизавета (1323—1327)
- Санчо (1326—1327)

Друга дружина — Елеонора (1310—1359), донька Фердинанда IV, короля Кастилії
Діти:
- Фердинанд (1329—1363), маркіз Тортоса
- Хуан (1330—1358)